# Santiago Alé
Santiago Faris Alé (San Juan, Argentina, 30 de junio de 1939 - 6 de mayo de 2019) fue un futbolista argentino. Jugaba de mediocampista y militó en diversos clubes de Argentina, Ecuador y Perú.  

## Clubes
| Club                           | País      | Año         |
| ------------------------------ | --------- | ----------- |
| Club Sportivo Peñarol          | Argentina | 1962        |
| Gimnasia y Esgrima de la Plata | Argentina | 1963 - 1964 |
| Tigre                          | Argentina | 1965 - 1967 |
| San Lorenzo                    | Argentina | 1968        |
| Liga de Quito                  | Ecuador   | 1969 - 1971 |
| Alianza Lima                   | Perú      | 1972        |
| Liga de Quito                  | Ecuador   | 1973        |
| SD Aucas                       | Ecuador   | 1974        |